# Kanton La Ferté-Gaucher
Kanton La Ferté-Gaucher (fr. Canton de la Ferté-Gaucher) byl francouzský kanton v departementu Seine-et-Marne v regionu Île-de-France. Tvořilo ho 18 obcí. Zrušen byl po reformě kantonů 2014.

## Obce kantonu
- Amillis
- La Chapelle-Moutils
- Chartronges
- Chevru
- Choisy-en-Brie
- Dagny
- La Ferté-Gaucher
- Jouy-sur-Morin
- Lescherolles
- Leudon-en-Brie
- Marolles-en-Brie
- Meilleray
- Montolivet
- Saint-Barthélemy
- Saint-Mars-Vieux-Maisons
- Saint-Martin-des-Champs
- Saint-Rémy-la-Vanne
- Saint-Siméon